# Щільність перетину
Щільність перетину — це співвідношення маси об'єкта до його площі поперечного перерізу відносно даної осі. Він показує, наскільки добре розподілена маса об'єкта (по його формі), щоб подолати опір уздовж цієї осі.
Щільність перетину використовують в збройній балістиці. В цьому контексті це співвідношення ваги метального предмету (часто в кілограмах, грамах, фунтах або гран) до його поперечного перетину (часто в квадратних метрах, квадратних міліметрах або квадратних дюймах) відносно осі руху. Він показує, наскільки добре розподілена маса об'єкта (по його формі), щоб подолати опір уздовж цієї осі. Наприклад, цвях може пробити цільове середовище своїм загостреним кінцем з меншою силою, ніж монета тієї ж маси, що лежить на цільовому середовищі.
Під час Другої світової війни німецький інженер Август Кондерс розробив бетонобійні снаряди Röchling на основі теорії збільшення щільності перетину для покращення пробивної властивості. Снаряди Röchling проходили випробування в 1942 та 1943 роках проти бельгійського форту Обен-Нефшато і обмежено використовувалися під час війни.

## Формула
У загальному фізичному контексті щільність перетину визначається як
{\displaystyle SD={\frac {M}{A}}},
- SD — щільність перетину
- M — маса снаряду
- A — площа поперечного перетину

В системі SI щільність перетину визначається одиницею кілограм на квадратний метр (kg/m2). Основна формула з цими одиницями виглядає наступним чином:
{\displaystyle SD_{\mathrm {kg/sqm} }={\frac {m_{\mathrm {kg} }}{A_{\mathrm {sqm} }}}},
де
- SDкг/м2 — щільність перетину в кілограмах на квадратні метри
- mкг — вага об'єкту в кілограмах
- Aм2 — площа поперечного перетину об'єкту в метрах

## Таблиця переведення одиниць
|             | кг/м2         | кг/см2      | г/мм2       | lbm/in2      |
| ----------- | ------------- | ----------- | ----------- | ------------ |
| 1 кг/м2 =   | 1             | 0.0001      | 0.001       | 0.001422334  |
| 1 кг/см2 =  | 10000         | 1           | 10          | 14.223343307 |
| 1 г/мм2 =   | 1000          | 0.1         | 1           | 1.4223343307 |
| 1 lbm/in2 = | 703.069579639 | 0.070306957 | 0.703069579 | 1            |

(Значення, виділені жирним шрифтом, є точними.)
- 1 г/мм2 дорівнює точно 1000 кг/м2.
- 1 кг/см2 дорівнює точно 10000 кг/м2.
- Якщо фунт і дюйм юридично визначені як 0,45359237 кг і 0,0254 м відповідно, це означає, що (маса) фунтів на квадратний дюйм становить приблизно:

1 lbm/in2 = 0.45359237 кг/ (0.0254 м x 0.0254 м) ≈ 703.06958 кг/м2

## Використання в балістиці
Щільність перетину снаряду може використовуватися в двох областях балістики. В зовнішній балістиці, коли щільність перетину снаряду ділиться на його коефіцієнт форми (форм-фактор на жаргоні комерційної стрілецької зброї); це дає балістичний коефіцієнт снаряду. Щільність перетину має ті самі одиниці вимірювання, що й балістичний коефіцієнт.
В термінальній балістики секційна щільність снаряда є одним з визначальних чинників пробивання снаряда. Однак взаємодія між снарядом (фрагментами) і цільовим середовищем є складною темою. Дослідження мисливських куль показує, що крім щільності перетину кілька інших параметрів визначають пробивну здатність кулі.
Якщо всі інші чинники рівні, снаряд з найбільшою щільністю перетину проникає найглибше.

### Метричні одиниці
При роботі з балістикою з використанням одиниць SI зазвичай використовують грами на квадратний міліметр або кілограми на квадратний сантиметр. Їхнє відношення до базової одиниці кілограм на квадратний метр показано в таблиці переведення вище.

#### Грам на квадратний міліметр
Використовуючи грами на квадратний міліметр (г/мм²), формула приймає наступний вигляд:
{\displaystyle SD_{\mathrm {g/sqmm} }={\frac {m_{\mathrm {g} }}{{d_{\mathrm {mm} }}^{2}}}}
Де:
- SDг/мм2 — щільність перетину в грамах на квадратні міліметри
- mг — вага снаряда в грамах
- dмм — діаметр снаряда в міліметрах

Наприклад, куля для стрілецької зброї масою 10,4 грама (160 гран) і діаметром 7,2 мм (0,284 дюйма) має щільність перетину:
10.4/(7.2²) = 0.200 г/мм2

#### Кілограми на квадратний сантиметр
Використовуючи кілограми на квадратний сантиметр (кг/см²), формула приймає наступний вигляд:
{\displaystyle SD_{\mathrm {kg/sqcm} }={\frac {m_{\mathrm {kg} }}{{d_{\mathrm {cm} }}^{2}}}}
Де:
- SDкг/см2 — щільність перетину в кілограмах на квадратний сантиметр
- mг — вага снаряда в грамах
- dсм — діаметр снаряда в сантиметрах

Наприклад, снаряд M107 масою 43,2 кг і діаметром корпусу 154,71 міліметра (15,471 см) має щільність перетину:
43.2/(15.471²) = 0.180 кг/см2

### Імперські одиниці вимірювання
В більш ранній літературі по балістиці в англомовних країнах і донині найбільш часто респонденти користуються одиницею вимірювання щільності круглих перетинів (маса) фунт на квадратний дюйм (lbm/in2). Така формула має вигляд:
{\displaystyle SD_{\mathrm {lbs/sqin} }={\frac {W_{\mathrm {lb} }}{{d_{\mathrm {in} }}^{2}}}={\frac {W_{\mathrm {gr} }}{7000\,{d_{\mathrm {in} }}^{2}}}}
Де:
- SD — щільність перетину (маса) фунт на квадратний дюйм
- Wlb — вага снаряду в фунтах
- Wgr — вага снаряду в гранах
- d in — діаметр снаряду в дюймах

Визначена таким чином щільність перетину зазвичай подається без одиниць.
Як приклад, куля вагою 160 гран (10,4 г) та діаметром 0,284 дюйма (7,2 мм) має щільність перетину:
160/7000 × 1/.284² = 0.283 lbm/in2
Як інший приклад, згаданий вище снаряд M107 вагою 95,2 фунта (43,2 кг) і діаметром корпусу 6,0909 дюймів (154,71 мм) має щільність перетину:
95.2/6.0909² = 2.567 lbm/in2